# Vickie Orr
Victoria Elaine Orr, detta Vickie (Hartselle, 4 aprile 1967), è un'ex cestista statunitense.
È la madre di Austin Wiley.

## Carriera
Con gli Stati Uniti ha disputato i Campionati mondiali del 1990 e i Giochi olimpici di Barcellona 1992.